# 城川镇
城川镇，是中华人民共和国内蒙古自治区鄂尔多斯市鄂托克前旗下辖的一个乡镇级行政单位。

## 行政区划
城川镇下辖以下地区：
城川社区、珠和社区、二道川社区、城川嘎查、希里嘎查、大发村、苏坝海子村、大场子村、大沟湾村、糜地梁嘎查、高潮畔村、黄海子村、新寨子嘎查、章昂希里村、羊场壕村、敦达图嘎查、巴彦希里嘎查、阿日勒嘎查、克泊日嘎查、伊克柴达木嘎查、呼和陶勒盖嘎查、珠拉图嘎查、乌定希泊日嘎查、巴彦希泊日嘎查、克珠日嘎查、哈日色日嘎查、大池村、二道川村、麻黄套村、克珠日村、葫芦素淖日村和马鞍桥村。